# Cyclantheropsis parviflora
Cyclantheropsis parviflora là một loài thực vật có hoa trong họ Cucurbitaceae. Loài này được Célestin Alfred Cogniaux mô tả khoa học đầu tiên năm 1881 dưới danh pháp Gerrardanthus parviflorus. Năm 1896, Hermann August Theodor Harms chuyển nó sang chi Cyclantheropsis do ông mới thiết lập.

## Phân bố
Loài bản địa Angola, Ethiopia, Kenya, Malawi, Mozambique, Namibia, Tanzania, Zambia, Zimbabwe.